# MAN Lion’s City 18 EfficientHybrid
MAN Lion’s City 18 EfficientHybrid – typ niskopodłogowego autobusu wytwarzanego od 2019 r. w niemieckich zakładach MAN w Monachium.

## Konstrukcja
MAN Lion’s City 18 EfficientHybrid to 18-metrowy, przegubowy, dwuczłonowy, niskopodłogowy autobus klasy MEGA z napędem hybrydowym. W zależności od wersji nadwozie może posiadać troje lub czworo dwupłatowych drzwi obrotowych (dwoje w pierwszym członie i jedne lub dwoje w drugim). Napęd autobusu stanowi silnik spalinowy typu D1556 LOH Euro 6 sprzęgnięty ze skrzynią biegów za pomocą silnika elektrycznego. Trójfazowy reluktancyjny silnik o mocy 12 kW pełni dwojaką funkcję: alternatora i rozrusznika silnika spalinowego. Przy hamowaniu silnik elektryczny zamienia energię mechaniczną na elektryczną, którą gromadzi w kondensatorach o pojemności 40 Wh. Zgromadzona w ten sposób energia elektryczna zasila obwody elektryczne autobusu podczas postoju. Przy ruszaniu z miejsca energia elektryczna wykorzystywana jest do rozruchu silnika spalinowego.

## Dostawy
| Państwo        | Miasto         | Przewoźnik     | Lata dostaw    | Liczba | Numery taborowe |       |
| -------------- | -------------- | -------------- | -------------- | ------ | --------------- | ----- |
| Niemcy         | Monachium      | MVG            | 2020           | 36     | 5801–5836       | [ 2 ] |
| Niemcy         | Troisdorf      | RSVG           | 2020           | 23     | 2795–2818       | [ 3 ] |
| Polska         | Police         | SPPK           | 2021           | 2      | 794, 795        | [ 4 ] |
| Łączna liczba: | Łączna liczba: | Łączna liczba: | Łączna liczba: | 61     |                 |       |